# Land of the Free (альбом Gamma Ray)
Land of the Free (укр. «Земля вільних») — четвертий студійний альбом німецького павер-метал-гурту Gamma Ray.
Це перший альбом, записаний після того, як з гурту пішов Ральф Шіперс. Починаючи з цього альбому, партії ведучого вокалу виконує Кай Хансен.

## Список композиций
| №  | Назва                  | Тривалість | Автор музики | Автор тексту |
| -- | ---------------------- | ---------- | ------------ | ------------ |
| 1  | Rebellion In Dreamland | 8:44       | Хансен       | Хансен       |
| 2  | Man On A Mission       | 5:49       | Хансен       | Хансен       |
| 3  | Fairytale              | 0:50       | Хансен       | Хансен       |
| 4  | All Of The Damned      | 5:01       | Хансен       | Хансен       |
| 5  | Rising Of The Damned   | 0:43       | Хансен       |              |
| 6  | Gods Of Deliverance    | 5:01       | Рубах        | Хансен       |
| 7  | Farewell               | 5:11       | Шлехтер      | Шлехтер      |
| 8  | Salvation's Calling    | 4:36       | Рубах        | Рубах        |
| 9  | Land Of The Free       | 4:38       | Хансен       | Хансен       |
| 10 | The Saviour            | 0:40       | Хансен       |              |
| 11 | Abyss Of The Void      | 6:04       | Хансен       | Хансен       |
| 12 | Time To Break Free     | 4:40       | Хансен       | Хансен       |
| 13 | Afterlife              | 4:46       | Хансен       | Хансен       |

### Бонусні треки перевидання 2003 року
| №  | Назва                             | Тривалість | Автор музики     | Автор тексту     |
| -- | --------------------------------- | ---------- | ---------------- | ---------------- |
| 14 | Heavy Metal Mania Holocaust cover | 4:49       | Джон Мортімер    | Джон Мортімер    |
| 15 | As Time Goes By Демо-версія       | 4:63       | Хансен/Піт Сільк | Хансен/Піт Сільк |
| 16 | The Silence '95                   | 6:29       | Хансен           | Хансен           |

## Критика
Критики високо оцінили альбом, й зауважили, що він «добре послужив для визначення павер-металу, і це дійсно один з найкращих метал-альбомів кінця 90-х».
Land of the Free є найуспішнішим альбомом Gamma Ray з найбільшим числом проданих копій по всьому світу.

## Виконавці
- Кай Хансен — гітара, вокал;
- Дірк Шлехтер — гітара, клавішні, вокал;
- Ян Рубах — бас-гітара;
- Томас Нек — ударні.

Запрошені музиканти
- Хансі Кюрш — ведучий вокал у пісні «Farewell», бек-вокал у піснях «Land of the Free» і «Abyss of the Void»;
- Міхаель Кіске — ведучий вокал у пісні «Time to Break Free», ведучий вокал і бек-вокал у пісні «Land of the Free».
- Hacky Hackmann — вокал
- Catharina Boutari — вокал
- Axel Naschke — вокал